# PSA Peugeot Citroën Slovakia
PSA Peugeot Citroën Slovakia —  автомобільний завод компанії Пежо Сітроен в Словаччині, недалеко від міста Трнава. Заводський комплекс має площу 193 га, а його будівництво почалося у 2003 році.

## Історія

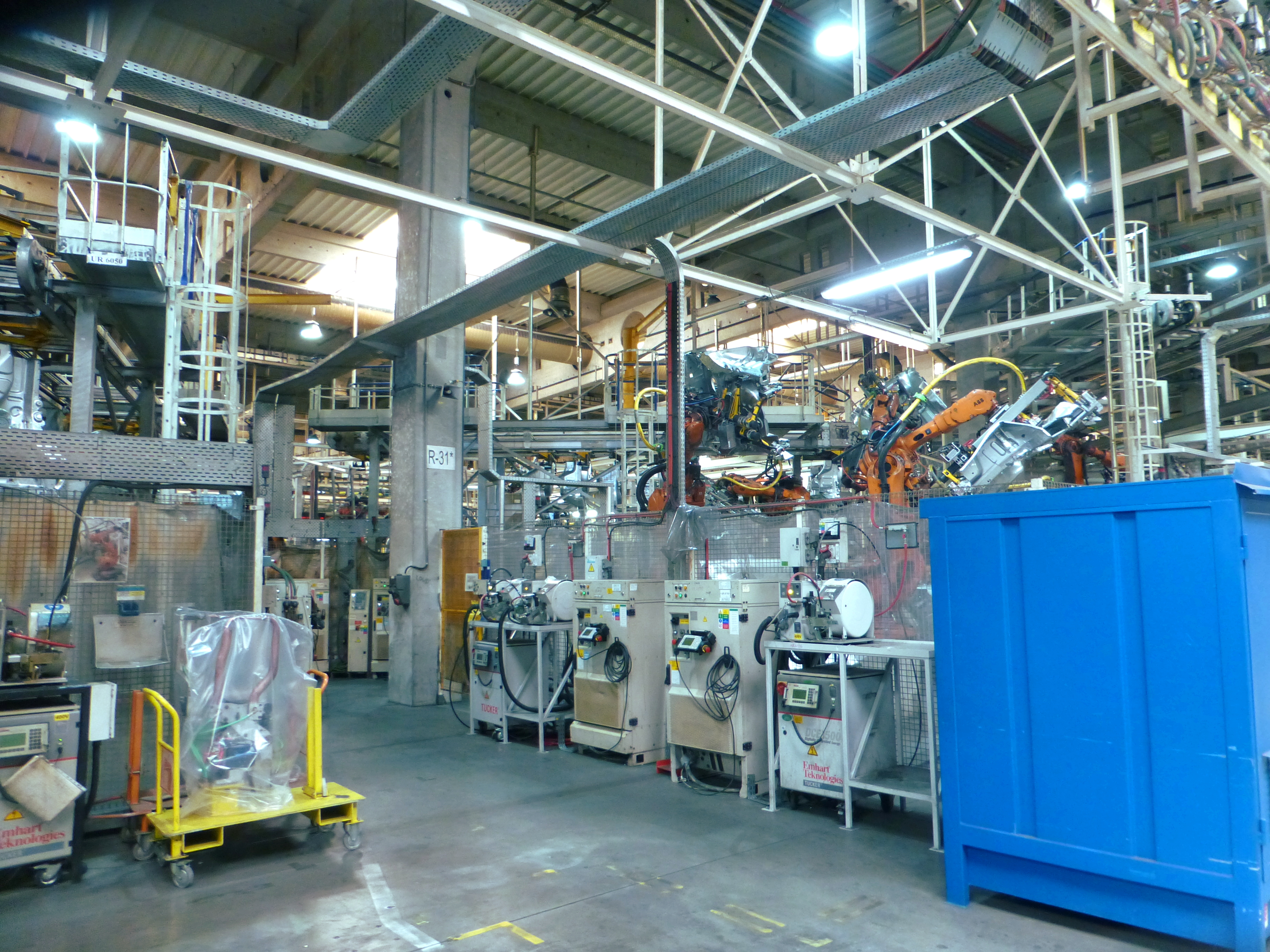
Зварювальний цех на фабриці біля Трнави.

За три роки після закладення наріжного каменя у червні 2006 розпочав серійне виробництво моделі Peugeot 207. Вже в першому кварталі 2009 почали випускати також нові Сітроен С3 Пікассо (А58), котрі виробляються виключно в Словаччині. Автоконцерн став найбільшим виробником автомобілів в Словаччині.
На Peugeot Citroën Slovakia працює 3 300 осіб. Завод отримав міжнародний сертифікат ISO 9001 в січні 2007, сертифікацію ISO 14001 в січні 2008.

## Виробництво
| Рік  | Моделі автомобілів                     |
| ---- | -------------------------------------- |
| 2006 | Пежо 207                               |
| 2007 | Пежо 207                               |
| 2008 | Пежо 207, Сітроен С3 Пікассо           |
| 2009 | Пежо 207, Сітроен С3 Пікассо           |
| 2010 | Пежо 207, Сітроен С3 Пікассо           |
| 2011 | Пежо 207, Сітроен С3 Пікассо, Пежо 208 |
| 2012 | Пежо 207, Сітроен С3 Пікассо, Пежо 208 |
| 2013 | Сітроен С3 Пікассо, Пежо 208           |

| Рік  | Виробництво |
| ---- | ----------- |
| 2006 | 52,000      |
| 2007 | 177,000     |
| 2008 | 185,000     |
| 2009 | 205,000     |
| 2010 | 186,140     |
| 2011 | 177,776     |
| 2012 | 214,617     |
| 2013 | 248,405     |
| 2014 | 255,176     |
| 2015 | 303,025     |

### Галерея

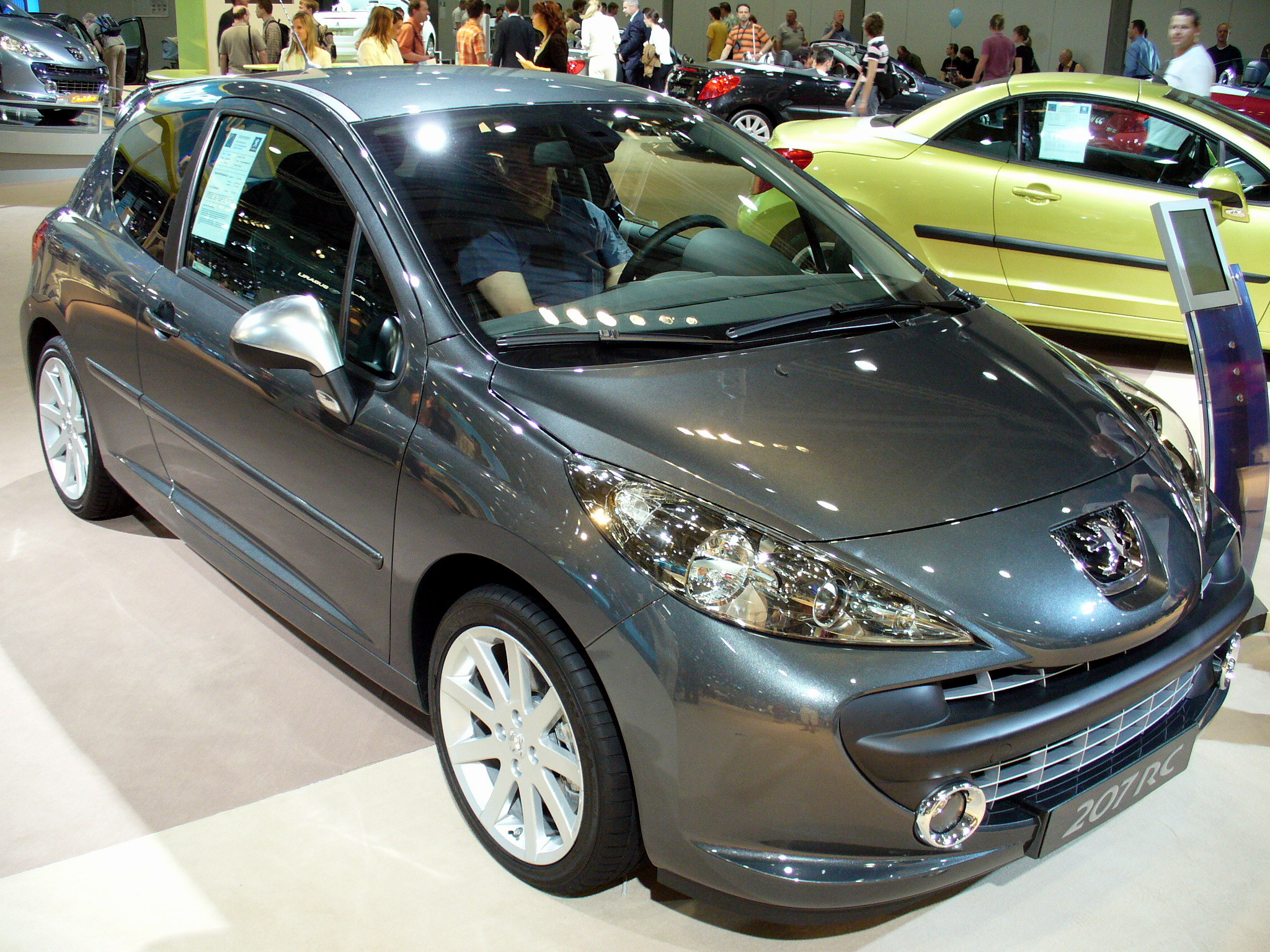
Peugeot 207
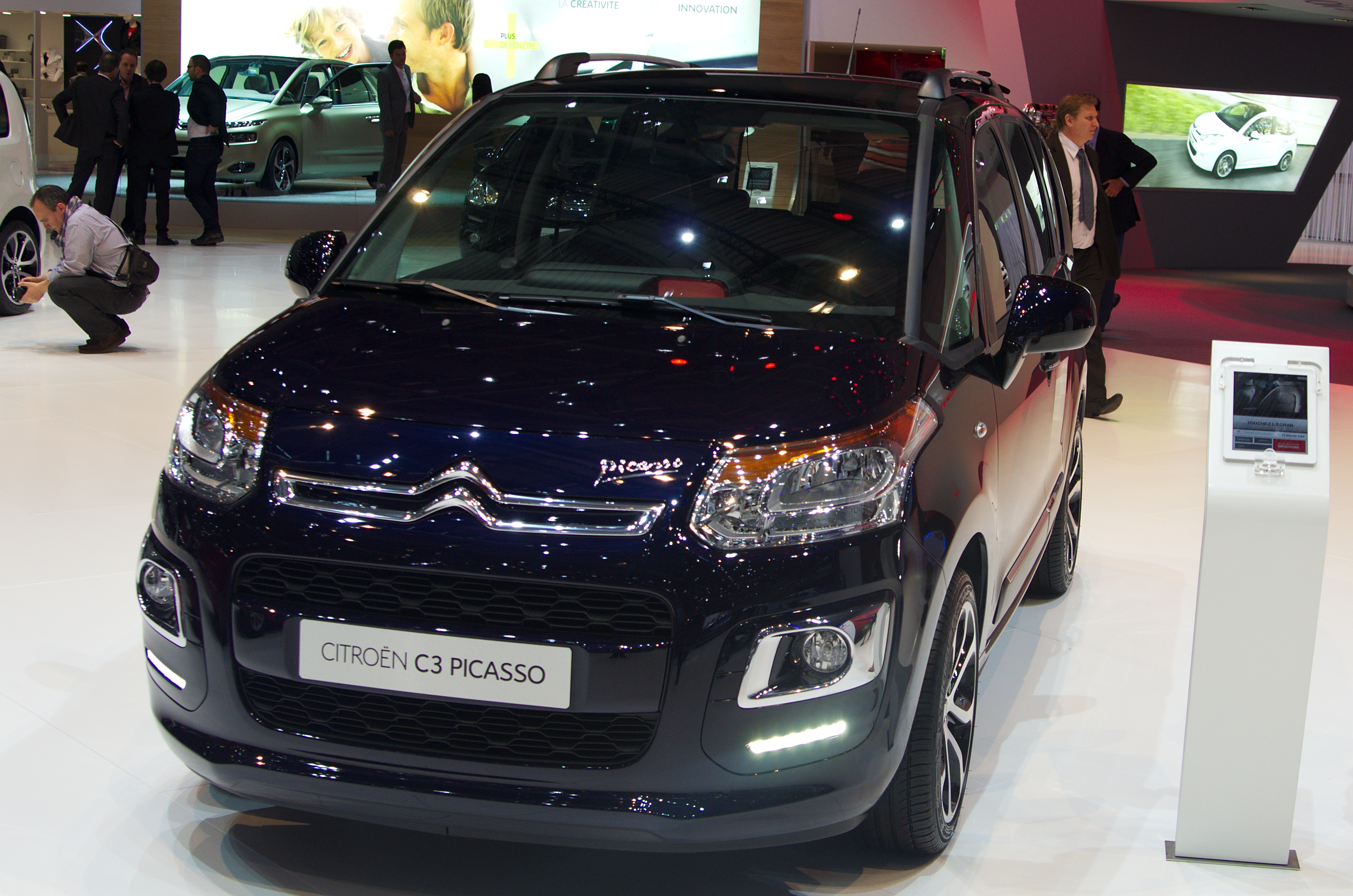
C3 Picasso II
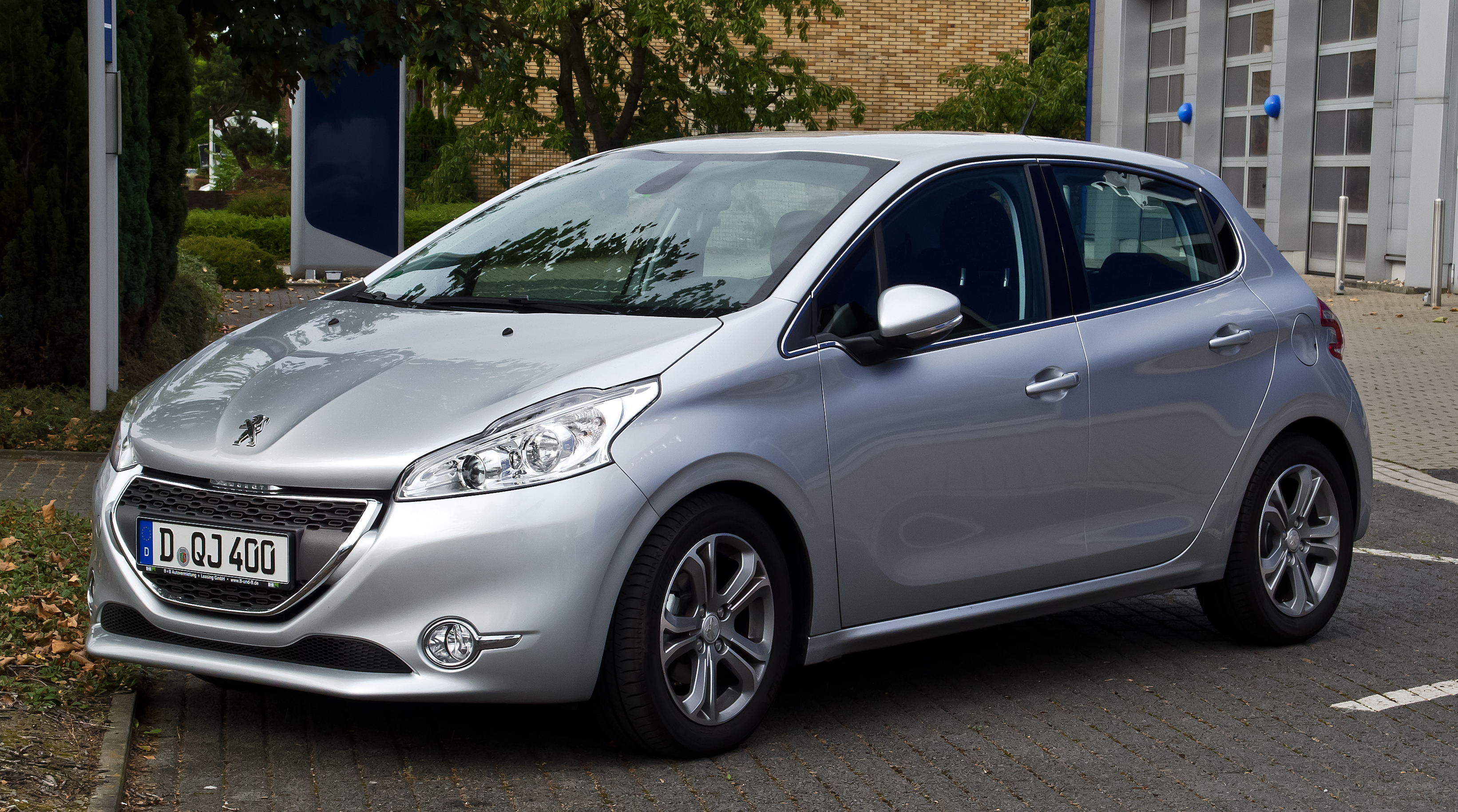
Peugeot 208